# Уадани, Лахсен
Лахсен Уадани (араб.  لحسن وداني‎; род. 14 июля 1959, Рабат, Марокко) — марокканский футболист, защитник.

## Карьера

### Клубная карьера
Во взрослом футболе дебютировал в 1977 году в клубе «ФАР», в котором провёл большую часть своей карьеры. В 1990—1991 годах выступал в составе клуба «ФЮС».
Завершил карьеру футболиста в 1992 году в клубе «Раджа Бени Меллал».

### Карьера в сборной
В 1980 году дебютировал в официальных матчах в составе национальной сборной Марокко. Уадани играл в сборной на Олимпийских играх 1984 года в Лос-Анджелесе.
В 1986 году участвовал в матчах на чемпионате мира в Мексике и Кубке африканских наций в Египте. В 1988 году принял участие в матчах Кубка африканских наций 1988 года.